# Lepidobolus basiflorus
Lepidobolus basiflorus är en gräsväxtart som beskrevs av John S. Pate och Kathy A. Meney. Lepidobolus basiflorus ingår i släktet Lepidobolus och familjen Restionaceae. Inga underarter finns listade i Catalogue of Life.